# Chuột đồng Siberia

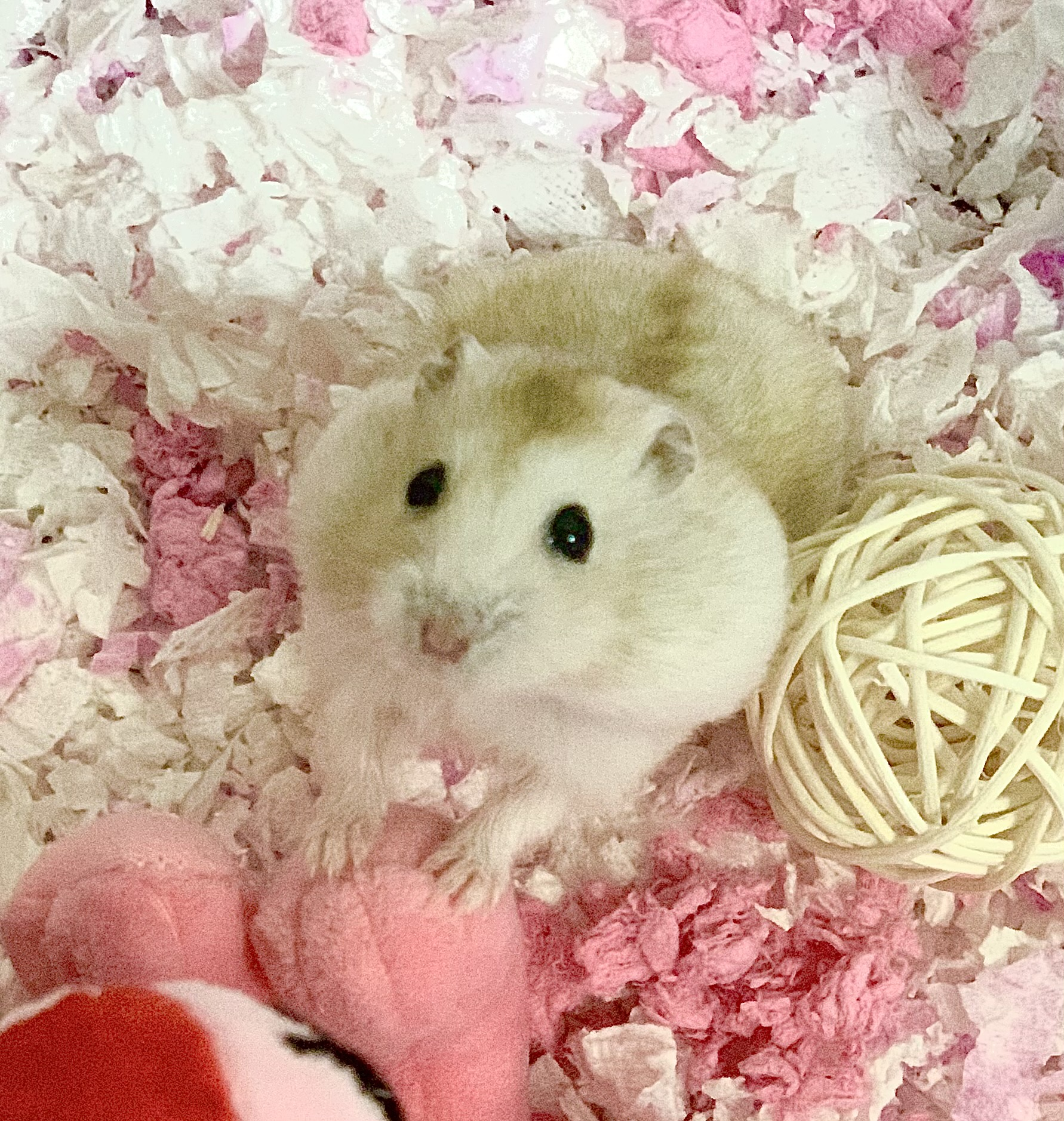
Một con chuột bông lan

Chuột đồng Siberia (tên tiếng Anh: Siberian hamster, danh pháp khoa học: Phodopus sungorus) là một loài động vật có vú trong họ Cricetidae thuộc bộ Gặm nhấm, chúng được Pallas mô tả năm 1773. chúng phân bố từ vùng Dzungaria những cánh đồng lúa mạch ở Kazakhstan và những vùng ở Mông Cổ, Siberia và những vùng ở Mãn Châu. Loài này được biết đến là loài động vật rất kỳ lạ vì nó không bao giờ đổi màu lông hay ngủ đông và không bao giờ sinh sản vào mùa đông.

## Cơ chế
Tuy sinh sản theo mùa, giống như hầu hết các hành vi khác của chuột đồng là một quá trình phức tạp được kiểm soát bởi hàng trăm gene. Vào mùa đông khi ban ngày trở nên ngắn hơn, não chuột sẽ tiết ra một loại chất hóa học là melatonin tác động vào gene làm cho tinh hoàn của chuột xìu xuống không hoạt động. Loại gene này được gọi là dio3, khi được kích hoạt theo cơ chế biểu sinh nó sẽ làm giảm kích thước cơ quan sinh dục của chuột đồng. Đây cũng có thể là một cách sinh tồn của loài chuột đồng vì sinh con vào mùa đông thường khó sống sót và việc để bộ phận sinh dục ở chế độ teo liệt sẽ giảm bớt lãng phí năng lượng cho cơ thể.
Nhưng sau khoảng 5 tháng, khi não chuột cảm nhận được dấu hiệu ngày dài hơn vào mùa xuân thì những chất melatonin sẽ tự giảm xuống, hoạt động của dio3 cũng giảm theo, lúc đấy cơ quan sinh dục đã của chuột đồng bắt đầu thức tỉnh và đánh dấu mùa sinh sản. Sự giảm sút dio3 là một trong những biểu hiện đầu tiên đánh dấu chuyển đổi chức năng sinh sản của loài chuột đồng từ chế độ không hoạt động ở mùa đông sang chế độ hoạt động ở mùa hè.